# 1234
Година 1234 (MCCXXXIV) била је проста година која је почела у недељу.

## Догађаји
- Википедија:Непознат датум — Немачки краљ Хенрик VII побунио се против оца и цара Фридриха II уз подршку намештеника царске управе (minestrales), немачких градова и комуна Ломбардске лиге.
- Википедија:Непознат датум — Црква је канонизовала Доминика Гузмана.
- Википедија:Непознат датум — У Шпанији након смрти краља краља Наваре Санча VII круна припала Тебалду од Шампање.
- Википедија:Непознат датум — После смрти узурпатора Кнута II, Ерик XI поново је дошао на шведски престо.
- Википедија:Непознат датум — У Србији је Стефана Радослава наследио брат Стефан Владислав.
- Википедија:Непознат датум — Северно Кинеско Царство Ђин дефинитивно пада под притиском монголске војске под водством Огатаја.
- Википедија:Непознат датум — Ломбардски савез је обновљен 1198.